# Gérard Genette

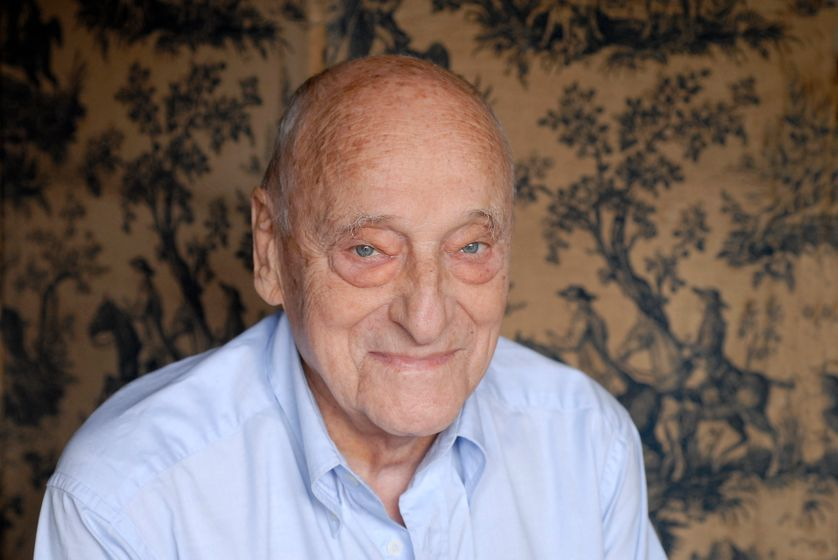
Gérard Genette (2018)

Gérard Raymond Genette (* 7. Juni 1930 in Paris; † 11. Mai 2018 in Ivry-sur-Seine) war ein französischer Literaturwissenschaftler, der seit der zweiten Hälfte des 20. Jahrhunderts großen Einfluss auf die Entwicklung der Erzähltheorie hatte. Während seiner akademischen Karriere war er vor allem mit der École des Hautes Études en Sciences Sociales (EHESS) in Paris verbunden.

## Leben
Gérard Raymond Genette wurde am 7. Juni 1930 im 20. Arrondissement von Paris geboren. Nach dem Abschluss des Lycée Lakanal studierte Genette erfolgreich an der École normale supérieure. Er wurde zunächst ab 1963 als Assistent und 1967 schließlich als Professor für französische Literatur an die Sorbonne berufen. 1970 war er an der Gründung der Zeitschrift Poétique beteiligt. Außerdem war er, nachdem er die Französische Kommunistische Partei (PCF) verlassen hatte, in den Jahren 1957 bis 1958 Mitglied in der politischen Organisation Socialisme ou barbarie. 1969 erhielt Genette eine Gastprofessur an der Yale University. Genette war zudem Hochschullehrer im Rang eines Maître de conférences an der Pariser École pratique des hautes études (EPHE). Nach der Ausgründung der École des Hautes Études en Sciences Sociales (EHESS) als eigenständige Hochschule wurde er dort Professor (Directeur d’études) und wirkte in dieser Funktion bis zu seiner Pensionierung 1994.
Genette starb am 11. Mai 2018 im Alter von 87 Jahren in Ivry-sur-Seine bei Paris.

## Schaffen
Genette beschäftigte sich in seiner Berufslaufbahn hauptsächlich mit Fragen der Textanalyse auf der Grundlage des Strukturalismus. Er publizierte einflussreiche Beiträge, etwa zur Rolle des Autors und der Intertextualität und Paratexte (auch in Auseinandersetzung mit den Arbeiten Julia Kristevas), die er als eine Unterkategorie der „Transtextualität“ auffasste (siehe hierzu sein Werk Palimpseste. Die Literatur auf zweiter Stufe).
Auf Genette geht unter anderem die Neuprägung des Begriffes Diegese zurück, mitsamt den daraus entwickelten Kriterien zur Bestimmung von Fokus (siehe Fokalisierung) bzw. Erzählerposition eines narrativen Textes (siehe Narratologie), oder auch die Unterscheidung von „discours“ und „histoire“. Letztere Begriffe bezeichnen die Benennung von Form und Inhalt eines Textes, die das Was und das Wie voneinander abgrenzen (im englischen Sprachgebrauch meist mit „story vs. discourse“). Im Kreis der russischen Formalisten wurden diese mit „fabula vs. sujet“ benannt. Genette ergänzte das Modell um einen weiteren Aspekt: „histoire“, „récit“ und „narration“.

## Werke

### Französische Ausgaben
- Figures. Essais. Editions du Seuil, Paris 1969
- Figures III. Editions du Seuil, Paris 1972, ISBN 978-2-02-002039-8.
- Figures I. Editions du Seuil, Paris 1976, ISBN 978-2-02-004417-2.
- Figures II. Editions du Seuil, Paris 1976, ISBN 978-2-02-005323-5.
- Mimologiques. Voyage en Cratylie. Editions du Seuil, Paris 1976, ISBN 978-2-02-004405-9.
- Introduction à l’architexte. Editions du Seuil, Paris 1979, ISBN 978-2-02-005310-5.
- Palimpsestes. La littérature au second degré. Seuil, Paris 1982, ISBN 2-02-006116-3.
- Seuils. Editions du Seuil, Paris 1987, ISBN 2-02-009525-4.
- Fiction et diction. Editions du Seuil, Paris 1991, ISBN 978-2-02-012851-3.
- Épilogue. Editions du Seuil, Paris 2014, ISBN 978-2-02-114289-1.

### Deutsche Ausgaben
- Diskurs der Erzählung. Ein methodologischer Versuch. (Aus: Figures I–III) und Neuer Diskurs der Erzählung, beide enthalten in Jochen Vogt (Hrsg.): Die Erzählung. München 1998.
- Einführung in den Architext. Jutta Legueil, Stuttgart 1990, ISBN 3-9802323-2-8.[4]
- Fiktion und Diktion. Aus dem Französischen übersetzt von Hein Jatho. Fink, München 1992, ISBN 978-3-7705-2771-7.
- Mimologiken. Reise nach Kratylien. Aus dem Französischen übersetzt von Michael von Killisch-Horn. Fink, München 1996, ISBN 978-3-7705-3073-1 und Suhrkamp, Frankfurt am Main 2001, ISBN 978-3-518-29111-5.
- Paratexte. Das Buch vom Beiwerk des Buches. Aus dem Französischen übersetzt von Dieter Hornig. Campus, Frankfurt am Main/New York 1989, ISBN 3-593-34061-5 und Suhrkamp, Frankfurt am Main 2001, ISBN 3-518-29110-6.
- Palimpseste. Die Literatur auf zweiter Stufe. Aus dem Französischen übersetzt von Wolfram Bayer und Dieter Hornig. Suhrkamp, Frankfurt am Main 1993, ISBN 3-518-11683-5.
- Metalepse. (=Reihe Kleine Formate, Bd. 2) Aus dem Französischen übersetzt von Monika Buchgeister. Wehrhahn Verlag, Hannover 2018, ISBN 978-3-86525-591-4.[5]